# Guo Shoujing
Guo Shoujing (ur. 1231 w Xingtai w prow. Hebei, zm. 1316 w Dadu) – chiński astronom działający w czasach dynastii Yuan.

## Życiorys
Otrzymał staranne wykształcenie, studiując najpierw pod nadzorem swojego dziadka Guo Yonga teksty klasyczne, matematykę i inżynierię, a następnie filozofię, geografię, astronomię i astrologię u boku Liu Bingzhonga (1216-1274). W 1262 roku został zatrudniony jako nadworny hydraulik Kubilaj-chana, który w 1276 roku polecił mu opracowanie nowego kalendarza. Efektem prowadzonych wspólnie z Wang Xunem prac był ogłoszony oficjalnie w 1281 roku kalendarz Shoushi (授时曆). Kalendarz ten był niezwykle precyzyjny jak na swoje czasy, długość roku zwrotnikowego określono w nim na 365,2425 dnia. Guo wraz ze swoimi współpracownikami zainicjował program obserwacji astronomicznych, a także przyczynił się do utworzenia obserwatorium astronomicznego w Pekinie.
Wśród konstrukcji wykonanych przez Guo znajdują się 12-metrowy gnomon do pomiaru cienia rzucanego przez Słońce i terminów przesileń, skomplikowany zegar wodny oraz sfera armilarna, której replika z 1437 roku znajduje się obecnie w Obserwatorium Astronomicznym Zijinshan w Nankinie. Zaprojektował także końcowy odcinek Wielkiego Kanału, przeprowadzając go przez górzyste tereny Shandongu aż do Pekinu. Jego prace wywarły wpływ na rozwój trygonometrii w Chinach.
Na jego cześć została nazwana asteroida (2012) Guo Shou-Jing.